# ザクセン＝マイニンゲン自由州

ザクセン＝マイニンゲン自由州
Freistaat Sachsen-Meiningen

ザクセン＝マイニンゲン自由州

ザクセン・マイニンゲン自由州（ドイツ語: Freistaat Sachsen-Meiningen）は、1918年11月のドイツ革命でザクセン＝マイニンゲン公国の君主制が廃止されて成立したドイツ国の自由州である。1920年5月1日に他のテューリンゲン諸邦6州と合邦してテューリンゲン州となった。

## 歴史
マイニンゲン労兵レーテはザクセン＝マイニンゲン公ベルンハルト3世に退位を迫り、1918年11月10日に廃位した。11月12日には法定相続人である異母弟のザクセン＝マイニンゲン公子エルンストもこれを承認した。同日には公国議会議長エドゥアルト・フリッツェが議会を召集し、州省 (Staatsministerium）あるいは全州議会 (Gesamtstaatsrat) とも呼ばれる州政府を成立させた。州政府議長兼筆頭評議員には枢密院議員のルートヴィヒ・フォン・テュルケが就任し、民事評議員としてカール・マールとオトマール・ベンツが選出された。この他、議会からドイツ社会民主党のアルテュール・ホフマン、カール・ナウアー、ハインリヒ・ エッカルトの3名と、ドイツ民主党のアダルベルト・エンダースが名誉評議員に選出された。1918年12月30日には州政府とベルンハルト3世との間で退位に伴う補償について約定が結ばれた。45,211ヘクタールの森林、931ヘクタールの私領およびレヘステンのスレート採石場は州の資産となり、その補償として州はベルンハルト3世に1,100万マルクを支払うことで合意された。ただし、実際には直接の支払いではなく、月額年金として利子4.5％が支給された。 
1919年3月9日に州議会の選挙が行われ、ドイツ社会民主党は絶対過半数を確保した。州政府の人事は変更されず、1919年4月9日に新政府が同じ陣容で発足した。 
テューリンゲン諸邦との合併に関しては、州内で反発はあったものの概ね他の諸邦の期待通りの結果となった。マイニンゲン農民同盟はプロイセンへの帰属を望んでいたが、州政府はプロイセン領も含めた大テューリンゲンの実現を志向していた。一方で、伝統的にフランケン地方と強く結びついていたことからフランケン地方南部を版図に収めるバイエルン州との合邦を模索する地域もあった。プロイセン自由州がテューリンゲン地方の割譲を拒否したことで小テューリンゲン主義に基づくテューリンゲン共同体条約が策定され、1919年12月12日に行われた州議会で参加承認が決議された。この際、州政府は州議会が要求する一定の留保と特別な要求に関する覚書の締結を受け入れた。州議会は他州の債務を新たなテューリンゲン共同体の債務として引き継がないことと、ザクセン＝マイニンゲン全体が一体として保たれることを要求した。特に、ドイツ社会民主党のペーター・エドゥアルト・ヴェーダーを初めとするゾンネベルク地盤の州議員らは、ゾンネベルク地区とゾンネベルク商工会議所の存在保証を強く求めた。また、1916年に閉鎖されたゾンネベルク駐在アメリカ領事館が再開されることになった。 
1920年5月1日にテューリンゲン諸邦6州と合邦してテューリンゲン州となったが、同年秋までザクセン＝マイニンゲンでは合邦に反対する運動が行われていた。1920年12月9日の「移行期間における旧テューリンゲン諸邦の管理に関する法律 (Gesetz über die Verwaltung der ehemaligen thüringischen Länder in der Übergangszeit)」で州政府は地区代表と地区政府に再編され、さらに1923年4月1日には移行期間が終了して地区政府も解体された。 

## 州議会選挙
- 投票日：1919年3月9日 [3]
- 定数：24

| 政党                 | 得票率  | 獲得議席 |
| -------------------- | ------- | -------- |
| マイニンゲン農民同盟 | 18.28％ | 5        |
| ドイツ民主党         | 15.44％ | 3        |
| ドイツ国家人民党     | 6.44％  | 1        |
| ドイツ社会民主党     | 52.20％ | 13       |
| ドイツ独立社会民主党 | 7.64％  | 2        |

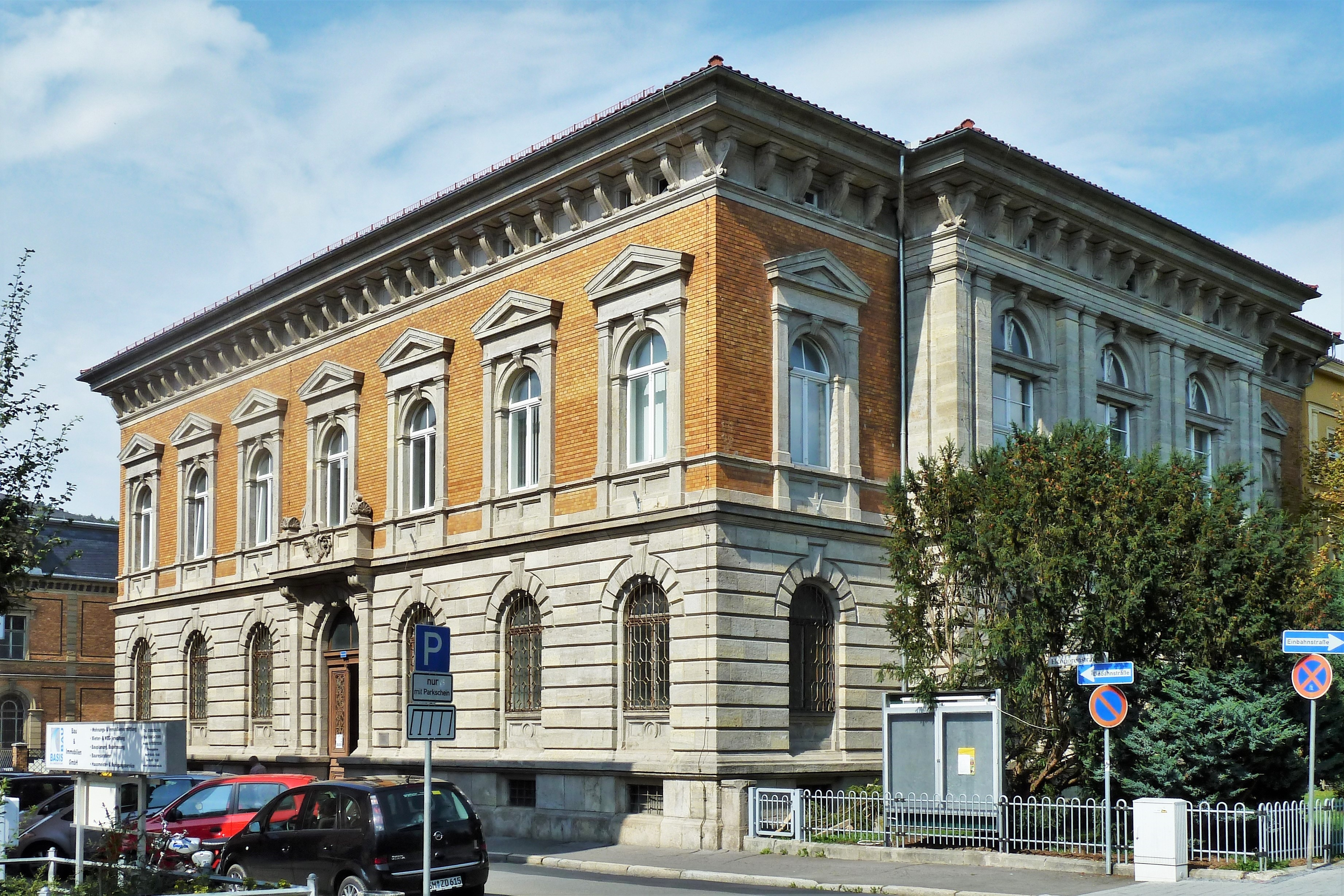
ザクセン＝マイニンゲン自由州議事堂

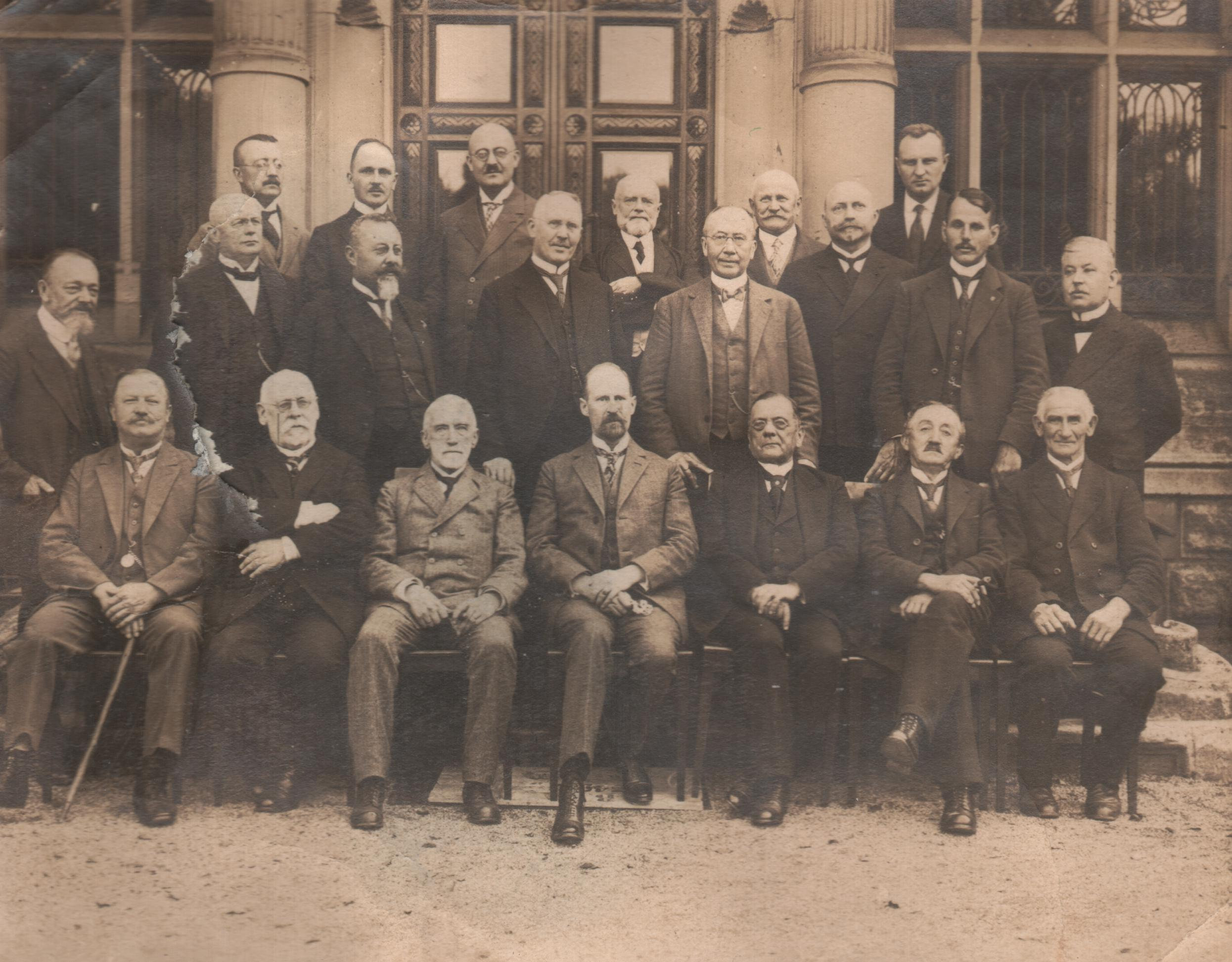
ザクセン＝マイニンゲン自由州議会の議員。1920年。

- 州政府：議長兼筆頭評議員ルートヴィヒ・フォン・テュルケ、評議員カール・マール、オトマール・ベンツ
名誉評議員アルトゥール・ホフマン、カール・ナウアー、ハインリヒ・エッカルト (いずれもドイツ社会民主党)、アダルベルト・エンダース (ドイツ民主党)